# Polizeiruf 110: Rasputin
Rasputin ist ein deutscher Kriminalfilm von Hans-Erich Viet aus dem Jahr 1999. Der Fernsehfilm erschien als 210. Folge der Filmreihe Polizeiruf 110.

## Handlung
In Schwerin geht ein Serienmörder um, der bereits mehrere Prostituierte umgebracht hat. Stets war dabei eine hohe Dosis Morphium im Spiel. Kriminalhauptkommissar Jens Hinrichs lernt bei der Überprüfung des Bordells Relax die junge Nina kennen, die er bittet, seine Informantin zu werden, war ihre Freundin doch das letzte Opfer des Täters. Er trifft sich nun häufiger mit der attraktiven jungen Frau, auch wenn er seine Vorurteile nicht immer zurückhalten kann. Er erfährt von ihr, dass sie es einmal mit einem sehr merkwürdigen Freier zu tun hatte, der medizinische Experimente mit ihr vorhatte, was sie ablehnte.
Zwar ist der Fall des Serienmörders eigentlich Sache einer zuständigen SOKO aus Berlin, doch versucht diese bereits seit drei Jahren vergeblich, den Fall zu lösen. Hinrichs recherchiert auf eigene Faust und hat zunächst den Arzt Dr. Siggi Langer unter Verdacht. Langer ist verhaltensauffällig, tanzt die Nacht durch und ist am nächsten Tag stets zu übernächtigt, um rechtzeitig seine Praxis zu öffnen. Die Praxismitarbeiter zwingt er vertraglich dazu, ihn abends nach Hause zu begleiten und ihm beim Einschlafen zu helfen oder ihm Teile der Hausarbeit abzunehmen. Von einer früheren Mitarbeiterin Langers erfährt Hinrichs schließlich, dass vor einem Jahr eine Patientin zu Tode gekommen sei, was vertuscht wurde. Zwar war diese bereits über 60 Jahre alt und fällt damit aus dem Raster des Serienmörders, doch hält Hinrichs an seiner Täterthese fest. Erst Groths Recherchen bringen Hinrichs zur Vernunft: Langer ist in der Schweriner Drogenszene bekannt und hat dort den Namen „Rasputin“ erhalten. Zwar wird sein Fall weiterverfolgt, doch nicht mehr als der des möglichen Serienmörders.
Von Nina erfährt Hinrichs auch von einem Bekannten, mit dem sie ein kurzes Verhältnis hatte und der sie seit dieser Zeit verfolgt. Er heiße Daniel; eines seiner zentralen Merkmale sei eine halbe Tätowierung. Hinrichs erhält von einem Tätowierer die Vorlage, die Daniel damals selbst gezeichnet hatte. Sie gleich Arbeiten von Keith Haring und Hinrichs und Groth erinnern sich, dass eine ähnliche Zeichnung auch unweit eines Tatorts gefunden wurde. Tatsächlich scheint die Tatort-Zeichnung eine frühe Version des Tattoos zu sein, das Daniel möglicherweise nicht vervollständigen ließ, weil das Tatort-Bild eine Zeitlang in allen Zeitung zu sehen war. Hinrichs präsentiert seine Erkenntnisse stolz den Ermittlern der SOKO, wird zu seiner großen Enttäuschung jedoch nicht offiziell mit in den Fall einbezogen, sondern muss im Gegenteil sein Büro für die SOKO räumen. Die setzt Nina bei einer Vernissage, in der Daniel neue Werke ausstellt, als Lockvogel ein. Hinrichs, der sich ein wenig in Nina verliebt hat, missbilligt dies. Mit Groth begibt er sich heimlich zur Vernissage, auch wenn sein Vorgesetzter Dr. Stuber und auch die SOKO-Mitarbeiter ihm jegliche Einmischung untersagt haben.
Nina verschwindet mit Daniel nach kurzer Zeit von der Vernissage. Beide begeben sich in Daniels Wohnung. Der Beamte, der zu Ninas Schutz stets in ihrer Seite bleiben sollte, bleibt aufgrund seiner Technik im Fahrstuhl stecken. Hinrichs und Groth wiederum können auf ihrer kleinen Erkundungstour vor Daniels Wohnblock keinen Schutz entdecken. Als plötzlich Feuerwehrmänner auftauchen, weil sie in den SOKO-Männern auf dem Dach des Hauses Selbstmordkandidaten vermuten, schließt sich ihnen Hinrichs an. Er begibt sich zu Daniels Wohnung, in der plötzlich Nina gellend zu schreien beginnt. Daniel hat sie an einen Stuhl gefesselt und will ihr Morphium verabreichen. Mithilfe der Feuerwehr gelingt es Hinrichs, die Wohnungstür aufzubrechen und Nina zu befreien. Die SOKO-Ermittler loben schließlich vor der Presse die gute Zusammenarbeit zwischen SOKO und Schweriner Polizei. Auch Dr. Stuber ist voll des Lobes für Hinrichs’ Arbeit. Auch in der Liebe gibt es einen Hoffnungsschimmer. Nina verabredet sich mit Hinrichs zu einem erneuten Treffen.

## Produktion
Rasputin wurde im November 1998 in Schwerin und Umgebung gedreht. Die Kostüme des Films schuf Heidi Plätz, die Filmbauten stammen von Marion Strohschein. Der Film erlebte am 11. April 1999 auf Das Erste seine Fernsehpremiere. Die Zuschauerbeteiligung lag bei 15,9 Prozent.
Es war die 210. Folge der Filmreihe Polizeiruf 110. Die Kommissare Hinrichs und Groth ermittelten in ihrem 12. Fall. Hinrichs lernt in dieser Folge seine spätere Ehefrau Nina kennen.

## Kritik
Für die Süddeutsche Zeitung war Rasputin der „leichtfüßigste, detailkomischste und verschrobenste deutsche Krimi seit langem.“ „Drehbuchautor Edmund Grote und Hans Erich Viet verstanden sich bestens darauf, die Erzählung mit Komik anzureichern, ohne darüber das Kriminalspiel preiszugeben“, schrieb Die Tageszeitung und lobte das „Panoptikum schrulliger Figuren“ und die „Vielzahl amüsanter Einfälle und Szenen“, die an den Haupthandlungsstrang anknüpfen.
Die Leipziger Volkszeitung schrieb, dass der Film eine Krimigroteske sei, die jedoch „zwischen Ernst und Alberei, Mörderjagd und Marottenjammer“ schwanke, sich nicht für eine Richtung entscheiden könne und daher „auf dem Jahrmarkt der harmlos-grilligen Allerwelts-Späßchen“ lande. Ähnlich urteilte die Berliner Morgenpost: Da sie aufs „Skurrile fixiert [sei], läßt die Handlung kaum die wünschenswerte Spannung aufkommen. Sondern erschöpft sich in parodistischer Kleckerarbeit.“ Die Mitteldeutsche Zeitung merkte an, dass der Film „zuweilen ganz witzig [war], doch allzu oft wiederholten sich die Gags.“ Die Stuttgarter Zeitung befand, dass das Duo Hinrichs–Groth zur Karikatur werde, wenn ihnen wie in Rasputin „die einigermaßen plausible Handlung […] entzogen wird“. Zudem sei das Motiv der Ost-Ermittler gegen die „clevere West-Soko“ inzwischen ausgereizt.